# SN 2008by
SN 2008by – supernowa typu Ia odkryta 19 kwietnia 2008 roku w galaktyce A120520+4056. W momencie odkrycia miała maksymalną jasność 17,20m.